# Abrotanella emarginata
Abrotanella emarginata  es una especie de planta fanerógama perteneciente a la familia Asteraceae.

## Distribución
Es oriunda de Argentina y Chile.

## Taxonomía
Abrotanella emarginata fue descrita por (Cass. ex Gaudich.) Cass. y publicado en Dictionnaire des Sciences Naturelles (Second edition) 36: 27. 1825.
Etimología
Ver: Abrotanella
emarginata: epíteto latíno que significa "con el margen dentado".
Sinonimia
- Oligosporus emarginatus Cass. ex Gaudich.	[4]